# Bonnay-Saint-Ythaire
Bonnay-Saint-Ythaire község Franciaország Burgundia-Franche-Comté régiójában, Saône-et-Loire megyében. Új községként 2023. január 1-jén jött létre Bonnay és Saint-Ythaire község egyesítésével. A korábbi községek egyesülésekor az új község lélekszáma 453 fő lett. Lakosainak száma 443 fő (2022. január 1.).

## Népesség
| Lakosok száma | 439  | 437  | 443  |
|               | 2020 | 2021 | 2022 |